# Europäische Zollunion

Europäische Zollunion
Europäische Union
Weitere Staaten in der europäischen Zollunion

Der Begriff Europäische Zollunion bezeichnet die seit 1968 innerhalb der Europäischen Union (EU) bestehende Zollunion. Sie hat zur Folge, dass der Handel zwischen den einzelnen Mitgliedstaaten nicht durch Zölle oder gleichwirkende Abgaben behindert wird.
Die rechtliche Grundlage für die Zollunion bietet Art. 28 des Vertrags über die Arbeitsweise der Europäischen Union (AEUV). Zwischen den Mitgliedsstaaten der EU sind Ein- und Ausfuhrzölle (Art. 30 AEUV) sowie mengenmäßige Handelsbeschränkungen (Art. 34 und Art. 35 AEUV) verboten, ausgenommen hiervon sind jedoch Waren wie Kraftstoffe, Tabak, alkoholische Getränke und Kaffeeprodukte. Zudem verfügen sie über einen Gemeinsamen Zolltarif, der für alle Mitgliedstaaten verbindlich vom Rat auf Vorschlag der Kommission festgelegt wird (Art. 31 AEUV).
Monaco sowie die britischen Hoheitszonen Akrotiri und Dekelia auf Zypern bilden integrale Bestandteile des Zollgebietes der Union.
Andorra, San Marino und die Türkei befinden sich jeweils in einer Zollunion mit dem Zollgebiet der Union. Eine beabsichtigte Ausweitung der Europäischen Zollunion mit der Türkei wurde von der EU am 26. Juni 2018, nach dem Wahlsieg des Amtsinhabers Erdoğan bei der von ihm vorgezogenen Präsidentschaftswahl und dem damit verbundenen Inkrafttreten der im Verfassungsreferendum von 2017 beschlossenen Verfassungsänderungen, abgebrochen. Die Ausweitung sollte den Agrar- und Dienstleistungssektor mit einschließen, bis dato ist nur der Warenverkehr frei.
Island, Liechtenstein und Norwegen bilden zusammen mit den Mitgliedstaaten der Europäischen Union den Europäischen Wirtschaftsraum (EWR) und es gelten für sie besondere Zollvorschriften (Präferenzregelungen). Der gemeinsame Außentarif wird auf Island, Liechtenstein und Norwegen nicht angewendet. Für Liechtenstein bestehen dabei besondere Regelungen auf Grund seiner Zugehörigkeit zum Schweizer Zollgebiet.